# Istituto di studi politici di Strasburgo
L'Istituto di studi politici di Strasburgo (francese: Institut d'études politiques de Strasbourg), conosciuto anche come Sciences Po Strasbourg, è un istituto francese pubblico d'insegnamento superiore creato nel 1945, situato a Strasburgo e legato all'università di Strasburgo.
È uno dei nove Istituti di studi politici (I.E.P.) di Francia, ed è dunque una Grande école. Si tratta storicamente del primo I.E.P. nato in provincia ed ospita, tra l'altro, un master in Politiche europee, prima formazione francese di questo tipo.